# Микрорайоны Тулы
Микрорайоны Тулы — исторически сформировавшиеся части города Тулы. В прошлом — в основном посёлки, которые со временем вошли в черту города.

## Красный Перекоп
В начале XX века на территории современного микрорайона Красный Перекоп была берёзовая роща, в которой размещались военные лагеря. В 1929 году там началось строительство жилья для рабочих Оружейного завода. За 4 года там построили 50 двухэтажных деревянных бараков. Жилой район первоначально назывался Стандартстрой, а позже, в память победы Красной Армии над белогвардейцами под городом Перекоп в Крыму, стал называться посёлком Красный Перекоп.
В конце 1940-х бараки были снесены и на их месте появились новые кирпичные дома, от двух до пяти этажей. В это же время Красный Перекоп вошёл в черту города, присоединившись к Центральному району Тулы.
Во время Великой Отечественной войны на территории Красного Перекопа проходил передний край обороны Тулы.
В настоящее время на Красном Перекопе построены новые 9-этажные дома, также ведётся строительство новых жилых комплексов и торговых центров. В микрорайоне расположены два детских сада, поликлиника № 5, МСЧ № 7, «Тулэнерго», школа № 39, в которой во время Великой Отечественной войны размещался военный госпиталь, парк им. 250-летия Тульского оружейного завода. На Красный Перекоп можно добраться трамвайными маршрутами № 11, 12, 13, маршрутными такси № 55, 59. Там находятся улицы: Перекопская, Кауля, Будённого, Михеева, Петра Алексеева, Пугачёва, Демьянова и другие.

## Рогожинский посёлок
В начале XVII века место, где сейчас расположен микрорайон, называлось урочище Рогожня, по названию реки, протекавшей там. Во второй половине XVII века царь Алексей Михайлович выделил Успенскому собору пашню в этой местности. Со временем там стали появляться крестьянские дома, а с постройкой в 1759 году храма, появилось село Рогожня. Жители села занимались, в основном, земледелием. На территории Рогожни находился колодец, которым пользовались многие жители Тулы, и позже там был построен водозабор для проведения водопровода.
В 1940—1950-е на крупных улицах посёлка построили двух- и более этажные каменные дома. Но большую часть, как и прежде, там занимает частный сектор.
В район можно добраться трамваями 12, 13, 14, троллейбусами 1, 2, 4, 5, автобусами 1, 18, 25, 26, 27А, 28, 38, маршрутными такси № 9, 30, 33, 34, 35, 51, 52, 54, 55, 62.

## Косая Гора
Бывший посёлок городского типа в Тульской области России, подчиняется администрации Привокзального района Тулы. Расположен в 4 км от железнодорожной станции «Козлова Засека» (Ясная Поляна) (на линии Тула — Орёл), в 2 км к югу от Тулы по Орловскому Шоссе. Географически включает в себя следующие населённые пункты — Судаково, Верхняя и Нижняя Стрекаловка. С востока отделяется от Скуратовского посёлка рекой Воронкой.
В район можно добраться автобусом 28, маршрутными такси 33, 34.

## Скуратовский
Бывший посёлок городского типа в Тульской области России, подчиняется администрации Центрального района Тулы. Расположен в 3 км от железнодорожной станции Ясная Поляна (на линии Тула — Орёл).
В район можно добраться автобусами 25, 26, 27А, маршрутными такси 30, 62 (Тула-Прилепы). Внутри Скуратово существует маршрут автобуса 27.

## Малые Гончары
Микрорайон в составе Зареченского района, расположен в кварталах между улицами Пузакова, Заварной и железными дорогами Москва-Орёл и Сызрань-Вязьма. Застроен преимущественно типовыми 5-этажными домами, но также встречается и частный сектор. На территории микрорайона находится Спасское кладбище. В район можно добраться троллейбусом 1, автобусами 21, 24, маршрутным такси 65.

## Куруловка
Микрорайон на севере Тулы. В начале XX века был поселком сельского типа. В настоящее время здесь преобладает частный сектор. В северной части к микрорайону примыкает территория аэропорта Клоково.
В район можно добраться автобусами 1, 11, 23, 36, 36А, 44, маршрутными такси 34, 51, 56, 58, 66.

## Горелки
Бывший посёлок городского типа на севере Тулы. В 2004 году был включен в состав Зареченского района. Преобладает частный сектор, однако часть микрорайона застроена типовыми 5- и 9-этажными зданиями (квартал «Гарнизон»). Промышленные предприятия отсутствуют. Здесь находится Храм Рождества Пресвятой Богородицы. В район можно добраться троллейбусом 4, автобусами 1, 23, 36, 36А, 44, маршрутными такси 32, 51, 56, 66.

## Октябрьский
Бывший посёлок сельского типа на севере Тулы. В 2004 году включен в состав Зареченского района. Почти полностью занят частным сектором. Здесь находится стрелковое стрельбище, промышленных предприятий нет. В район можно добраться троллейбусом 4, автобусом 11, 23, 36, 36А маршрутными такси № 34, 58.

## Хомяково
Бывший посёлок сельского типа. В 2004 году вошёл в состав Зареченского района.
В район можно добраться автобусами 36, 36А, маршрутным такси 66.

## Серебровский
Микрорайон в составе Привокзального района, расположен на территории между ЦПКиО им П. П. Белоусова и железной дорогой Тула-Орел. Вошёл в состав города в середине XX века. Встречается как частный сектор, так и много- и малоэтажная типовая застройка. В район можно добраться троллейбусами 4, 5, автобусами 11, 12, 38, 40, маршрутным такси 50, 58.

## Щегловская Засека
Микрорайон на северо-востоке Тулы. Исторически в этих местах проходила Засечная черта для обороны центральных областей России. В XVIII веке в этом месте был построен Щегловский мужской монастырь. В 20-х годах XX века в Щегловской Засеке, получившей название Новая Тула, началось строительство крупных промышленных предприятий и жилых домов для рабочих. В настоящее время это преимущественно заводской район, на территории которого расположены такие производства как ОАО «Конструкторское бюро приборостроения», НПО «Базальт», АО «Тульский комбайновый завод», ФГУП «Протезно-ортопедическое предприятие». В Щегловской Засеке находится один из двух действующих монастырей Тулы — Богородичный Щегловский монастырь. В район можно добраться трамваями 3, 7, 11, 15, автобусами 21, 21А, 138, маршрутным такси 33.

## Кировский
Образовался в 20-х годах XX века между селом Чулково и Щегловской Засекой как рабочий поселок в составе города Тулы. Застроен преимущественно зданиями 1950-х годов, а также более новыми, типовыми. На территории микрорайона находится АО «Тульский патронный завод», ОАО «Штамп». В район можно добраться трамваями 3, 7, 11, 15, автобусами 12, 16, 21, 21А, 23, 25, 28 и маршрутными такси 12/15, 33, 61.

## Глушанки
Глушанки — исторически сформировавшийся микрорайон Тулы, состоящий из I, II, III и IV Северо-восточных микрорайонов. Глушанки располагаются на территории Пролетарского района города около Тульской областной больницы на месте бывшего одноименного поселка. Массовое строительство происходило в период 1970-х-1990-х годов. Изначально в микрорайон предполагалось провести трамвайные и троллейбусные линии, однако в связи с недостатком финансирования эти планы так и не были осуществлены. В район можно добраться автобусами 16, 18, 23, 25 и маршрутными такси 61, 62, 64

## Криволучье
Криволучье — историческое название микрорайона, располагающегося на территории Пролетарского района города Тулы от Щегловского ручья (запад) до стадиона «Металлург» (восток) и улицы Кутузова (север) до железной дороги (юг) с одноименной станцией. В район можно добраться трамваями 6, 7, 9, 10, 13,  автобусами 7, 24, 28, 40, маршрутными такси 4, 12/15, 65.